# The Chicago Code
The Chicago Code (2011) – amerykański serial sensacyjny stworzony przez Shawna Rayna. Wyprodukowany przez 20th Century Fox Television i MiddKid Productions.
Światowa premiera serialu miała miejsce 7 lutego 2011 roku na antenie Fox i był emitowany do 23 maja 2011 roku. W Polsce serial nadawany jest na kanale Fox Polska.

## Obsada

### Główni
- Jason Clarke jako Jarek Wysocki
- Jennifer Beals jako Teresa Colvin
- Matt Lauria jako Caleb Evers
- Devin Kelley jako Vonda Wysocki
- Todd Williams jako Isaac Joiner
- Billy Lush jako Liam Hennessey
- Delroy Lindo jako Alderman Ronin Gibbons

### Pozostali
- Adam Arkin jako szef Cuyler
- Steven Culp jako Dennis Mahoney
- Madison Dirks jako Mikey
- Colby French jako Roger Kelly
- John Heard jako burmistrz McGuinness
- Brad William Henke jako Ernie "Moose" Moosekian
- Warren Kole jako Ray Bidwell
- Patrick Gough jako Will Gainey
- Camille Guaty jako Elena
- Shannon Lucio jako Elizabeth Killian
- Cynthia Kaye McWilliams jako Lilly Beauchamp
- Amy Price-Francis jako Dina Wysocki
- Patrick St. Esprit jako Hugh Killian
- Phillip Edward Van Lear jako Ellis Hicks

## Spis odcinków
| Światowa premiera | Polska premiera | N/o | Angielski tytuł                |
| ----------------- | --------------- | --- | ------------------------------ |
|                   |                 |     |                                |
| SERIA PIERWSZA    |                 |     |                                |
|                   |                 |     |                                |
| 07.02.2011        | 08.11.2011      | 01  | Pilot                          |
|                   |                 |     |                                |
| 14.02.2011        | 15.11.2011      | 02  | Hog Butcher                    |
|                   |                 |     |                                |
| 21.02.2011        | 22.11.2011      | 03  | Gillis, Chase & Babyface       |
|                   |                 |     |                                |
| 28.02.2011        | 29.11.2011      | 04  | Cabrini-Green                  |
|                   |                 |     |                                |
| 07.03.2011        | 06.12.2011      | 05  | O'Leary's Cow                  |
|                   |                 |     |                                |
| 14.03.2011        | 13.12.2011      | 06  | The Gold Coin Kid              |
|                   |                 |     |                                |
| 21.03.2011        | 20.12.2011      | 07  | Black Hand and the Shotgun Man |
|                   |                 |     |                                |
| 11.04.2011        | 27.12.2011      | 08  | Wild Onions                    |
|                   |                 |     |                                |
| 18.04.2011        | 03.01.2012      | 09  | St. Valentine's Day Massacre   |
|                   |                 |     |                                |
| 02.05.2011        | 10.01.2012      | 10  | Bathhouse & Hinky Dink         |
|                   |                 |     |                                |
| 09.05.2011        | 17.01.2012      | 11  | Black Sox                      |
|                   |                 |     |                                |
| 16.05.2011        | 24.01.2012      | 12  | Greylord & Gambat              |
|                   |                 |     |                                |
| 23.05.2011        | 31.01.2012      | 13  | Mike Royko's Revenge           |
|                   |                 |     |                                |